# Miljan Mutavdžić
Miljan Mutavdžić, född 3 februari 1986 i Novi Pazar, Socialistiska republiken Serbien, SFR Jugoslavien
, är en serbisk fotbollsspelare. 
Mutavdžić spelar för FK Radnik Surdulica. Han spelar vanligtvis som defensiv mittfältare men kan också spela försvarare.

## Klubbkarriär
Mutavdžić började sin karriär i Bane innan han skrev kontrakt för serbiska FK Habit Pharm Javor Ivanjica. 2009 skrev han på ett fyraårskontrakt med Malmö FF.
Han gjorde mål i sin allsvenska debut mot Häcken den 4 april 2009, matchen slutade 1-0 till Malmö FF. Detta var hans första och enda mål denna säsong.
På träning endast dagar inför sin allsvenska hemmapremiär på Swedbank Stadion råkade Miljan ut för en korsbandskada som stoppade honom från allt ytterligare spel under 2009.

## Meriter
- 2 A-landskamper för Serbien
- U-21-landslagsman för Serbien